# Entlüftungseinrichtung (Feuerlöschwesen)
Entlüftungseinrichtungen dienen dazu, die Zuleitungen von Pumpen zu entlüften.
Um mit Kreiselpumpen über eine Saugleitung Wasser zu fördern, muss zunächst die Luft aus den Saugschläuchen entfernt werden, um das Wasser nachströmen zu lassen.
Da der Saugraum und der Druckraum von Feuerlöschkreiselpumpen miteinander verbunden ist, können diese Pumpen nicht selbst ansaugen und brauchen für die Wasserentnahme aus offenen Gewässern zur Entlüftung der Saugleitung eine eigene Entlüftungseinrichtung.
Dabei wird unterschieden zwischen Entlüftungseinrichtungen, die vom Maschinisten manuell in Betrieb genommen werden, und vollautomatischen Einrichtungen, die sich bei Bedarf selbständig ein- und wieder ausschalten.

## Bauarten
Die Bauarten sind vielfältig und reichen von der historischen Kapselschieberpumpe über Auspuff-Ejektorsysteme bis zu modernen Membranentlüftungspumpe.

### Kolben- und Handkolben-Entlüftungspumpe
Beim weitverbreiteten Trokomat von Ziegler handelt es sich um eine Kolbenpumpe.

### Auspuff-Ejektorsysteme (Gasstrahler)
Man unterscheidet hier zwischen einstufigen und zweistufigen Gasstrahlern, die nach dem Prinzip der Strahlpumpen funktionieren:

#### 1. einstufige Gasstrahler
Mithilfe eines Hebels wird der Pumpenentlüftungshahn geöffnet und die Klappe in der Auspuffleitung geschlossen, wodurch die Abgase über einen Ejektor geleitet werden. Da die Abgase hier mit einer hohen Geschwindigkeit von der Treibdüse in die Fangdüse gejagt werden, entsteht ein Unterdruck, der dann die Luft aus der Pumpe in das Abgasrohr zieht (Ejektorprinzip). Dadurch werden die Pumpe und das Saugrohr entlüftet, so dass das Wasser vom atmosphärischen Luftdruck in die Pumpe gedrückt wird und diese dann Wasser fördern kann. Dieses Prinzip funktioniert nur bei hohen Motordrehzahlen während des Ansaugvorgangs.

#### 2. zweistufige Gasstrahler
Ein zweistufiger Gasstrahler verfügt dagegen über zwei hintereinander geschaltete Treibdüsen. Die erste arbeitet wie beim einstufigen Gasstrahler, die zweite mit Außenluft. Beim Entlüften erzeugen die Abgase nicht nur bei der Abgasdüse einen Unterdruck, sondern auch ein Druckgefälle zur äußeren Atmosphäre, wodurch beide Stufen den Saugvorgang unterstützen.